# 弹道无痕
《弹道无痕》是改编自徐贵祥同名小说的电影，故事讲述石平阳从铁匠的儿子一步步成长为一名优秀基层炮兵指挥员之歷程。

## 剧中人物
- 石平阳：师属炮兵团某连之代理排长，其承托铁匠父亲的期许来到部队，从一名新兵成长为一个合格炮兵。
- 李四虎：优秀党员、炮兵班长。来自农村的优秀军人，因为种种原因一直在基层担任班长，其当兵当到不能当的那一天，希望石平阳能在军旅路上走得更远。
- 王北风：军直参谋，与石平阳一同入伍且表现优秀被推荐提干。

## 制作人员
- 导演：    宁海强
- 副导演： 祝新运
- 剪辑：    严小秋
- 责任编辑： 王强
- 场记：    曹欣茹
- 副摄影： 宾主
- 效果：    童陵陵
- 照明：    邵海泽、朱毅
- 化妆：    邓伟丽
- 服装：    周兰芬
- 道具：    王宝才、刘金国
- 置景：    孙金囤
- 烟火：    赵贵生
- 作词：    王持久
- 制片：    王会仁、李玉琦

## 主要演员
- 赵岩松 饰演：石平阳
- 陈大伟 饰演：李四虎
- 刘大为     饰演：王北风
- 王玉璋     饰演：庄必川
- 朱建民     饰演：军长
- 祝新运     饰演：丘华山
- 魏琦       饰演：张媚
- 张立新     饰演：刘发展
- 蔡图       饰演：指导员
- 牛莉   饰演：姑娘

## 获奖情况
- 1995年第十五届中国电影金鸡奖最佳导演处女作。[1]

- 第三界北京大学生电影节组委会特别奖。